# Moaner
Moaner – utwór zespołu Underworld, wydany nakładem Junior Boy’s Own i Warner Bros. Records jako singel 5 czerwca i 21 lipca 1997 roku. Pierwotnie znalazł się na ścieżce dźwiękowej filmu Batman i Robin z 1997 roku. W 1999 roku umieszczony został na albumie Beaucoup Fish.

## Wydanie
5 czerwca 1997 roku wytwórnia Junior Boy’s Own wydała „Moaner” jako singel promo w liczbie 100 kopii. Utwór został oficjalnie wydany jako singel 21 lipca 1997 roku w Europie nakładem Warner Bros. Records. W tym samym roku został wydany (jako promo) w Stanach Zjednoczonych.

## Lista utworów

### Wydanie europejskie
Lista według Discogs:
Batman-Side
| 1. | Moaner (Album Version) | 10:17 |
|    |                        |       |
| 2. | Moaner (Short Version) | 4:08  |
|    |                        |       |
|    |                        | 14:25 |
|    |                        |       |
Robin-Side
| 1. | Moaner (Relentless Legs Remix) Remix – Underworld | 10:04 |
|    |                                                   |       |
| 2. | Moaner (Long Version)                             | 7:37  |
|    |                                                   |       |
|    |                                                   | 17:41 |
|    |                                                   |       |

### Wydanie amerykańskie
Lista według Discogs:
Side 1
| A1. | Moaner (Long Version)  | 7:46  |
|     |                        |       |
| A2. | Moaner (Short Version) | 4:10  |
|     |                        |       |
|     |                        | 11:56 |
|     |                        |       |
Side 2
| B1. | Moaner (Relentless Legs Remix) Remix – Underworld | 10:10 |
|     |                                                   |       |
|     |                                                   | 10:10 |
|     |                                                   |       |
- autorzy – Underworld
- produkcja – Rick Smith

## Odbiór

### Opinie krytyków
Według Gavina Millera z Drowned in Sound Moaner to „imprezowa atrakcja w tempie 1000 uderzeń na minutę”.
Zdaniem Johna Mulveya z NME „'Moaner' jest niemal przytłaczający: mroczny, długi i coraz mocniej wyrywający się do kulminacji za kulminacją, z Karlem Hyde’em bawiącym się w skojarzenia słowne na temat miast i chłopców”.

### Listy tygodniowe
| Kraj            | Lista                      | Pozycja |
| --------------- | -------------------------- | ------- |
| Belgia          | Ultratop (Flandria)        | Tip: 2  |
| Niemcy          | Offizielle Deutsche Charts | 69      |
| Szkocja         | Scottish Singles Chart     | 98      |
| Wielka Brytania | UK Singles Chart           | 79      |